# Omega (album de Morente)
Omega est un album du chanteur de flamenco Enrique Morente en collaboration avec le groupe de rock Lagartija Nick originaire de Grenade. Le disque sort en 1996 sur le label El Europeo Música. L'album est réédité en 2008 par Universal, puis en 2016 avec des morceaux inédits. 
De nombreux musiciens de flamenco participent à l'album tels que Vicente Amigo, Tomatito, Estrella Morente, Isidro Muñoz ou Cañizares, pour adapter des poèmes de Poeta en Nueva York de Federico García Lorca et des chansons de Leonard Cohen. Ce disque est devenu une référence en ouvrant de nouvelles voies au flamenco. 
L'impact du disque fut tel que Morente et Lagartija Nick jouaient parfois l'intégralité d'Omega en concert comme au festival Primavera Sound en 2008 à Barcelone.
Le 2 décembre 2016, les trois enfants de Morente, Estrella Morente, Soleá Morente et José Enrique Morente fêtent le 20e anniversaire de la sortie du disque en donnant un concert à Madrid. 
En novembre 2016, l'album est réédité avec quelques chansons en bonus qui n'avaient pas été retenues sur l'album original telles que "Hey, that's no way to say goodbye" et "A singer must die", ainsi qu'une chanson avec Sonic Youth, Oriente y Occidente.

## Liste des chansons
| No  | Titre                                          | Durée |
| --- | ---------------------------------------------- | ----- |
| 1.  | Omega (Poema Para Los Muertos)                 | 10:48 |
| 2.  | Pequeño vals vienés (Take This Waltz)          | 5:33  |
| 3.  | Solo del pastor bobo                           | 3:42  |
| 4.  | Manhattan (First we take Manhattan)            | 4:44  |
| 5.  | La Aurora de Nueva York                        | 4:59  |
| 6.  | Sacerdotes (Priests)                           | 4:07  |
| 7.  | Niña ahogada en el pozo (Granada y Newburg)    | 4:45  |
| 8.  | Adán                                           | 4:14  |
| 9.  | Vuelta de paseo                                | 5:08  |
| 10. | Vals en las ramas                              | 4:01  |
| 11. | Aleluya (Hallelujah n. 2)                      | 6:24  |
| 12. | Norma y paraíso de los negros                  | 4:34  |
| 13. | Ciudad sin sueño (Nocturno De Brooklyn Bridge) | 5:46  |